# 韦克斯勒成人智力量表
韋克斯勒成人智力量表（英語：Wechsler Adult Intelligence Scale），簡稱韋氏成人智力量表或韋氏智力測驗，是一個普遍用於全世界而廣受重視的評估測驗。不少研究結果均支持韋氏全面智商之概念，量表的個別分部測驗亦可測試某些獨特能力。
最初的韋克斯勒成人智力量表由大衛·韋克斯勒於1955年2月發布。目前最新的版本是第四版（WAIS-IV），由皮爾森（Pearson）於2008年提出，該版本是目前世界上使用最廣泛的智商測試，適用於成人和青少年。 下一版本（WAIS 5）的資料收集於2016年開始，預計於2020年春季結束。
心理學家量化人的總體智力為理性思维能力、行為表現意義程度的能力、有效處理環境問題的能力。韋氏智力測驗分為14類，包括語意類、表意類等。
其評分方式採用Z分數之轉換，標準差為15，平均值為100，換句話說為15Z+100。